# エウゲニウ・ツェボタル
エウゲニウ・ツェボタル（Eugeniu Cebotaru、1984年10月16日 - ）は、モルドバ (旧モルダヴィア・ソビエト社会主義共和国)・キシナウ出身の元サッカー選手。現役時代のポジションはミッドフィールダー。元モルドバ代表。

## 代表経歴

### 代表ゴール
2015年10月9日現在
| #  | 日付          | 会場                                         | 対戦国 | 得点 | 結果 | 大会               |
| -- | ------------- | -------------------------------------------- | ------ | ---- | ---- | ------------------ |
| 1. | 2015年10月9日 | スタディオヌル・ジンブル, キシナウ, モルドバ | ロシア | 1–2  | 1–2  | UEFA EURO 2016予選 |

## タイトル

### クラブ
ジンブル・キシナウ
- モルドバ・カップ : 1回 (2003-04)

チェアラゥル・ピアトラ・ネアムツ
- リーガ2 : 2回 (2008-09, 2010-11)

ペトロルル・プロイェシュティ
- リーガ2 : 1回 (2021-22)